# TypeScript
TypeScript – wolny i otwartoźródłowy język programowania stworzony przez firmę Microsoft jako nadzbiór języka JavaScript. Umożliwia on opcjonalne statyczne typowanie oraz programowanie zorientowane obiektowo oparte na klasach. TypeScript jest nadzbiorem JavaScript, a więc potencjalnie każdy program napisany w języku JavaScript jest poprawnym programem TypeScript. Aplikacje napisane w TypeScript transpilują się bezpośrednio do języka JavaScript.

## Historia
TypeScript po raz pierwszy został udostępniony w październiku 2012 roku (pod wersją 0.8), po dwóch latach od rozpoczęcia nad nim prac przez firmę Microsoft. Wkrótce po tym Miguel de Icaza zaczął zachwalać język, jednocześnie krytykując brak wsparcia przez środowiska programistyczne z wyjątkiem Microsoft Visual Studio (który w tamtym czasie nie był dostępny na systemy inne niż Windows). Aktualnie bardzo wiele IDE wspiera TypeScript, takie jak np. JetBrains WebStorm, Visual Studio Code, Eclipse, Sublime Text, Atom, jak również edytory Emacs i Vim.
W lipcu 2014 roku zespół programistów języka ogłosił wydanie nowego kompilatora, który był pięciokrotnie szybszy od swojego poprzednika. Dodatkowo kod źródłowy pierwotnie hostowany na stronie CodePlex został przeniesiony na GitHub.

## Możliwości
TypeScript udostępnia programiście elementy składni z nadchodzących edycji ECMAScript, jak też i dodatkowe możliwości.
- Typowane zmienne, argumenty i funkcje
- Klasy
- Interfejsy
- Enum
- Moduły
- Opcjonalne parametry funkcji
- Typy generyczne

## Narzędzia programistyczne
Microsoft zapewnia wtyczkę do Visual Studio 2012 pozwalającą na pracę z TypeScript natomiast od Visual Studio w wersji 2013 Update 2 wsparcie dla TypeScript jest wbudowane. Sieciowe Cloud9 IDE również zapewnia wsparcie dla programów pisanych w TypeScript. TypeScript wspierany jest również przez środowiska programistyczne firmy JetBrains takie jak WebStorm i IntelliJ. Istnieje także plugin do środowiska Eclipse pozwalający edytować pliki TypeScript.
Kompilator TypeScript (tsc) sam jest napisany w TypeScript i może zostać skompilowany do JavaScript, dzięki czemu może być wykonany przez dowolny silnik JS, taki jak przeglądarka internetowa.

## Integracja z kodem JavaScript
Język TypeScript wspiera pliki nagłówkowe dodające informacje o typach do istniejących bibliotek JavaScript (Ambients). Dzięki temu wiele popularnych środowisk i bibliotek takich jak jQuery, MongoDB czy Node.js może być z nim używanych bez dodatkowych problemów. Bibliotekę gotowych plików umożliwiających współpracę z ponad tysiącem istniejących bibliotek i frameworków można znaleźć w repozytorium DefinitelyTyped. Dodatkowo powstało narzędzie tsd do zarządzania plikami z typami bibliotek w projekcie.

## Licencja
TypeScript jest językiem programowania open source i jest dostępny na platformie GitHub (od 21.07.2014 r.) pod rygorami licencji Apache2. Projekt jest zarządzany przez Microsoft, ale każdy może wziąć udział w tworzeniu poprzez wysyłanie komentarzy, sugestii i propozycji naprawy błędów.